# Jack Montrose
Jack Montrose (Detroit, 30 de diciembre de 1928 - Las Vegas, 7 de febrero de 2006) fue un músico estadounidense de jazz, saxofonista tenor, compositor y arreglista. 

## Historial
Sus primeros trabajos se desarrollaron en Chattanooga, tocando saxo alto y clarinete. Una vez adoptado definitivamente el saxo tenor, Montrose se traslada (1951) a Los Ángeles, California, donde tocará con Shorty Rogers y John Kirby, mientras finalizaba sus estudios musicales. Finalizados estos, en 1953, participa, como músico y arreglista, en los grupos de Art Pepper, Chet Baker, Clifford Brown, Bob Gordon, Red Norvo y, nuevamente, Shorty Rogers. Entre 1955 y 1957, realiza diversas grabaciones como líder, dentro del estilo west coast. En los años 1960, se instala en Las Vegas, y continúa realizando grabaciones, con músicos como lennie Niehaus, Elmer Bernstein, Jack Millman, John Graas, Paul Chambers o Shelly Manne.
Su estilo estuvo muy marcado por Lester Young, aunque asumió muchos de los postulados del bebop, en una línea muy similar a la de Wardell Gray. Como arreglista, estuvo muy influenciado por la música europea.